# Joan d'Antioquia (escriptor)
Joan d'Antioquia fou un escriptor romà d'Orient que va escriure Ἱστορία Χρονικὴ ᾿απὸ Ἀδάμ, Historia Chronographica ab Adamo, esmentada per Valesi a la seva Excerpta ex Collectaneis Constantini Augusti Porphyrogeniti, περὶ ἀρετῆς καὶ κακίας, De Virtute et Vitio publicada a París el 1634. D'aquesta obra, que relatava la història des d'Adam fins a l'assassinat de l'emperador Flavi Focas l'any 610, només en resten fragments. Alguns historiadors, com Joan Tzetzes, diuen que volia ser una represa de l'obra Χρονικὴ ἐπιτομή, de l'historiador Eustaci d'Epifania.
De l'autor només se sap que va escriure la seva obra després del 610 i abans del segle x si bé el més probable és que devia viure al segle vii. Segons Warren Treadgold Joan d'Antioquia hauria estat un monjo nascut a Antioquia, que hauria abandonat aquesta ciutat, potser quan va ser amenaçada pels perses el 608, i es va establir a Constantinoble durant el regnat de Flavi Focas ja que sembla que va ser testimoni ocular dels fets que descriu. No s'ha de confondre amb Joan Malales, també anomenat Joan d'Antioquia, ni amb Joan Retòric, també d'Antioquia i que va escriure una Història universal que acabava amb el terratrèmol ocorregut en aquella ciutat el 526.